# Deinypena apicata
Deinypena apicata är en fjärilsart som beskrevs av George Francis Hampson 1910. Deinypena apicata ingår i släktet Deinypena och familjen nattflyn. Inga underarter finns listade i Catalogue of Life.